# FRAM (программа ВМС США)
FRAM (англ. Fleet Rehabilitation and Modernization, реконструкция и модернизация флота) – программа ВМС США, направленная на продление срока службы эсминцев времён Второй мировой войны путём превращения их из универсальных в противолодочные корабли. Программой были также частично охвачены крейсера, авианосцы, подводные лодки, десантные и вспомогательные корабли.

## Предыстория
В конце 1950-х годов большинство американских эсминцев, построенных в годы Второй мировой войны, подходили к концу своего срока службы. Несколько сот кораблей необходимо было выводить из состава флота и утилизировать. Это происходило в момент, когда в СССР наращивалось строительство надводных кораблей и разворачивалось производство подводных лодок, вооружённых баллистическими ракетами.
По оценкам американских аналитиков, к 1957 году СССР имел до 300 быстроходных многоцелевых подводных лодок. ВМС США не были в состоянии построить соответствующее количество фрегатов, чтобы ответить на эту угрозу. Поэтому адмирал Бёрк инициировал программу модернизации устаревший эсминцев времён Второй мировой войны и превращения их в эскортные эсминцы.
Бёрк направил в Палату представителей и Сенат отчёт под названием «Устаревающий флот» (The Aging Fleet), в котором он предложил 6 рекомендаций, направленных на улучшение технического состояния флота:
- Постройка новых кораблей;
- Увеличение времени на техническое обслуживание;
- Более интенсивная модернизация;
- Выделение дополнительных средств на техническое обслуживание;
- Улучшение подготовки специалистов по техническому обслуживанию;
- Учредить крупномасштабную программу по реконструкции и модернизации старых кораблей до тех пор, пока новые корабли не вступят в строй.

11 ноября 1958 года министр ВМС Томас Гейтс обсудил последнюю рекомендацию в разговоре с министром обороны Нейлом Макэлроем. Это стало началом программы FRAM.
В течение 5 лет (с 1959 по 1964 год) модернизации был подвергнут 131 эсминец старых типов

## Эсминцы FRAM

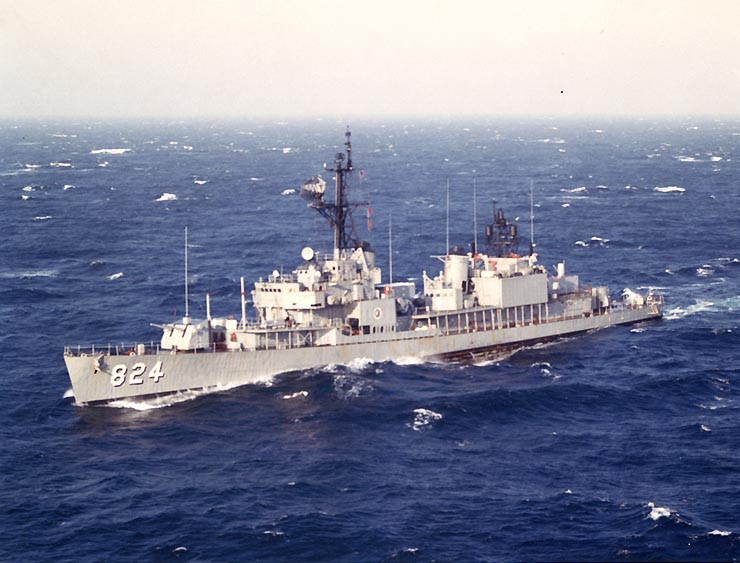
DD-824 Basilone, эсминец типа «Гиринг» после модернизации по программе FRAM I

Предпочтение при выборе кораблей, подлежавших модернизации по программе FRAM, отдавались эсминцам типов «Гиринг» и «Аллен Самнер» по сравнению с эсминцами типов «Флетчер» и «Бенсон». При модернизации использовался опыт, полученный при реконструкции эсминцев типа «Флетчер» для передачи их Испании и Германии в 1957 году. Первые два эсминца начали реконструкцию на верфях в Бостоне (шт. Массачусетс) и Лонг-Бич (шт. Калифорния) в марте 1959 года.
Корабли типа «Гиринг» подверглись основательной перестройке, включающей новые двигатели, расширенный боевой информационный центр, новый сонар AN/SQS-23 в носовом обтекателе и радары. Спаренные 2-я или 3-я башня 127-мм/38 орудий демонтировались. Вместо 533-мм торпедных аппаратов, расположенных между трубами, были смонтированы 8-контейнерные пусковые установки противолодочного ракетного комплекса ASROC. Кормовые 76-мм/50 артиллерийские установки были заменены ангаром и взлётно-посадочной площадкой для беспилотного противолодочного вертолёта DASH (англ. Drone Anti-Submarine Helicopter) с радиусом действия до 22 миль. Два трёхтрубных торпедных аппарата Mk32 были размещены в корму от задней дымовой трубы . Везде использовались новые противолодочные торпеды Mk44. Эта модернизация увеличивала срок службы эсминца как минимум на 8 лет. Средняя стоимость модернизации одного эсминца составила 7,8 млн. долларов.
На эсминцах типа «Флетчер» были демонтированы 2-я, 3-я и 4-я башни 127-мм/38 орудий. Вторая башня была заменена наводимой бомбомётной установкой типа «хеджхог» (Hedgehog) в сочетании с новым сонаром. Все палубные 533-мм торпедные аппараты были демонтированы и заменены двумя торпедными аппаратами, расположенными позади надстройки. В кормовой части корабля в задней части надстройки была установлена спаренная 76-мм/50 артиллерийская установка.

## FRAM II

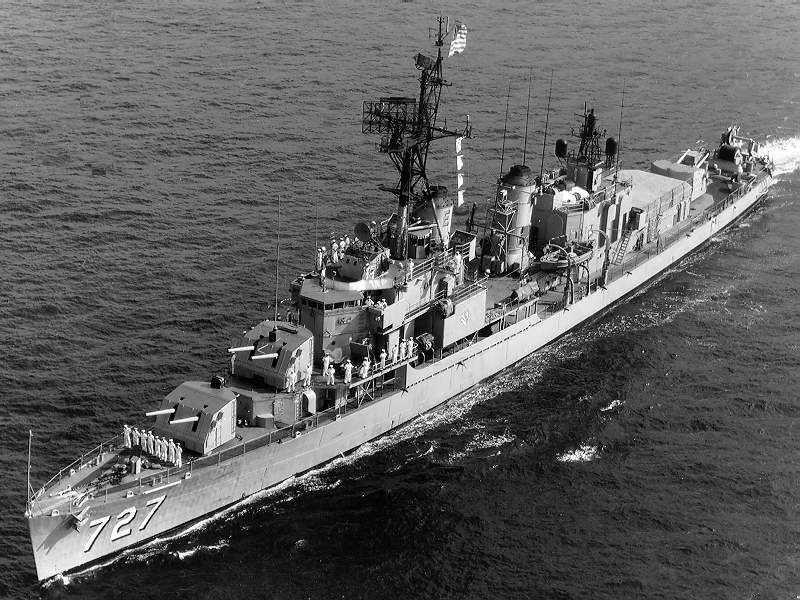
Эсминец DD-727 «Де Хевен» после модернизации по программе FRAM II (ок. 1970 года)

Эсминцы типа «Аллен Самнер» модернизировались только по программе FRAM II. Кормовая надстройка была превращена в ангар и взлётно-посадочную площадку для DASH, новые торпедные аппараты были размещены на месте старых 533-мм, но система ASROC не устанавливалась и орудийные башни не снимались. Срок службы модернизированных эсминцев удлинялся на 5 лет. Средняя стоимость модернизации одного эсминца составила 4,7 млн. долларов.
Часть эсминцев типа «Гиринг» также были модернизированы по программе FRAM II аналогично типу «Аллен Самнер».
Для уже модернизированных по программе FRAM I кораблей типа «Флетчер», программа FRAM II предполагала замену бомбомётов «хеджхог» пусковыми установками Mk108 для противолодочных ракет и установку двух трёхтрубных 324-мм торпедных аппаратов Mk44 для противолодочных торпед , а также замену 76-мм артиллерийской установки ангаром и взлётно-посадочной площадкой для беспилотного вертолёта DASH. Из всех эсминцев типа «Флетчер» по программе FRAM II были модернизированы только DD-446 Radford, DD-447 Jenkins и DD-449 Nicholas .
Модернизация по программе FRAM II началась в 1959 году и закончилась в начале 1960-х годов. Большинство кораблей, подвергшихся модернизации, были выведены из состава флота в конце 1960-х годов.